# Cynanchum virens
Cynanchum virens là một loài thực vật có hoa trong họ La bố ma. Loài này được (E.Mey.) D.Dietr. mô tả khoa học đầu tiên năm 1840.